# Брянта (посёлок)
Брянта — упразднённый посёлок в Зейском районе Амурской области России. Исключен из учётных данных в 1974 году.

## География
Посёлок располагался на правом берегу реки Зеи в месте впадения в неё реки Брянта, на расстоянии примерно 14,5 километра (по прямой) к северо-востоку поселка Береговой. Ныне урочище расположено на дне Зейского водохранилища.

## История
Посёлок возник в 1910 году. По данным на 1916 год посёлок Право-Брянтинский состоял из 4 дворов (население составляло 9 человек) и входил в состав Овсяновской волости 1-го стана Амурского уезда Амурской области.
По данным 1926 года в Брянте имелось 8 хозяйств (4 крестьянского типа и 4 прочих) и проживало 43 человека (24 мужчины и 19 женщин). В национальном составе населения преобладали русские. В административном отношении входил в состав Потехинского сельсовета Зейского района Зейского округа Дальневосточного края.
В 1930-е годы посёлок становится центром Верхне-Зейского колонизационного пункта БАМЛага.
В конце 1960-х годов посёлок попал в зону затопления Зейского водохранилища и население из него было выселено.
Решением Амурского исполкома от 7 июня 1974 года № 253, посёлок Брянта исключен из учётных данных как несуществующий.